# Jimbō-chō

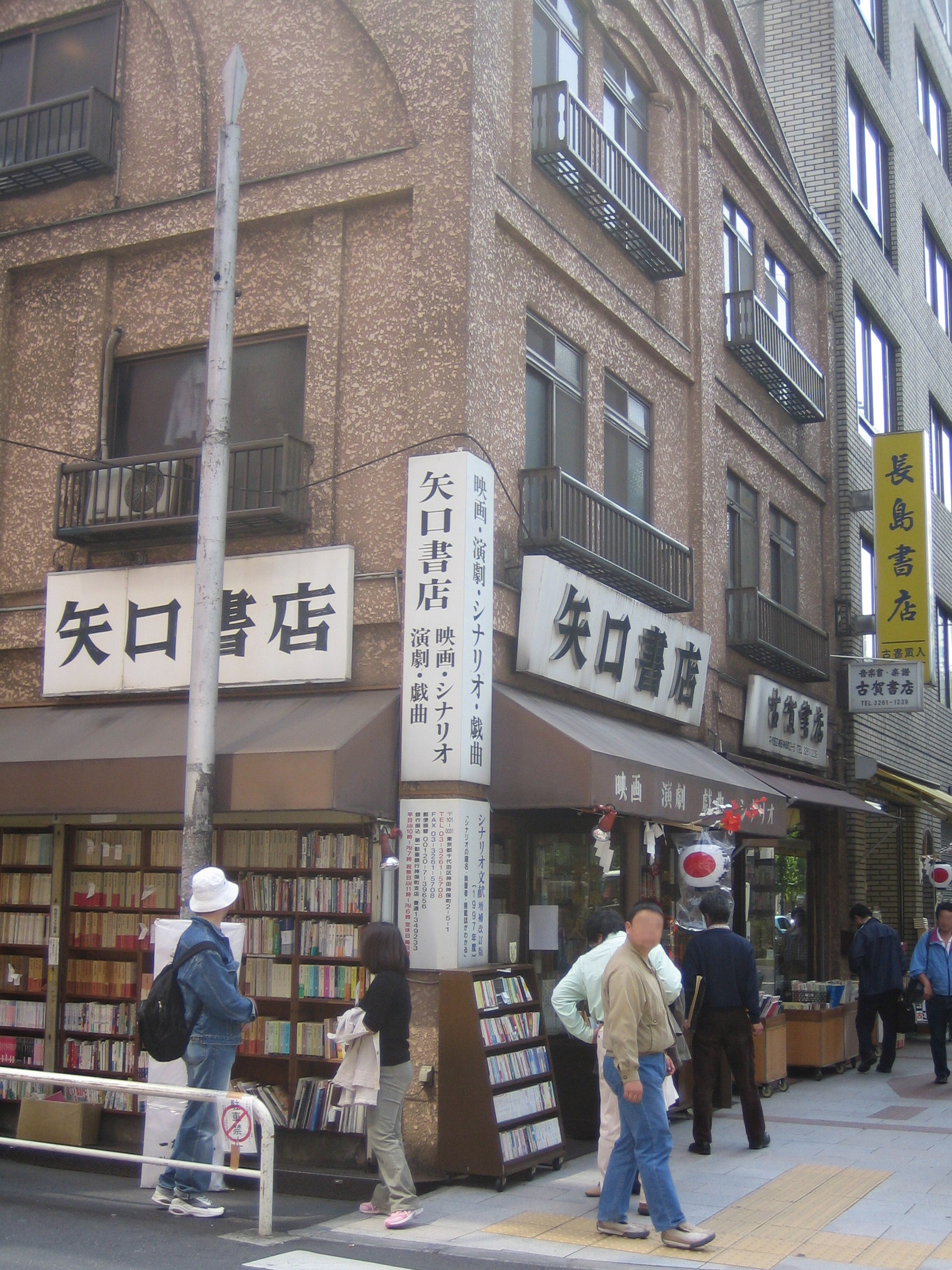
Ein 1918 gegründeter, heute auf Film, Theater und Unterhaltung spezialisierter Yaguchi-Buchladen (矢口書店) in Jimbōchō 2-chōme

Jimbō-chō (japanisch 神保町) ist ein Gebiet im Tokioter Stadtbezirk Chiyoda in Japan. Es ist vor allem durch die vielen Buchläden bekannt und nennt sich daher auch „Book Town“ (本の街 Hon no Machi).

## Lage
Die Mitte Jimbō-chōs ist an der Kreuzung der Yasukuni-dōri und der Hakusan-dōri am U-Bahnhof Jimbōchō (Tōkyō Metro Hanzōmon-Linie, Toei Mita-Linie und Toei Shinjuku-Linie). Entlang der Yasukuni-dōri und der Kanda Suzuran-Dori sind viele Buchläden aneinandergereiht, die vor allem ältere Bücher und Antiquitäten verkaufen. Das Viertel liegt ungefähr einen Kilometer nördlich des Kaiserpalastes. In der Nähe von Jimbō-chō befinden sich mehrere Universitäten, wie z. B. die Nihon-Universität, die Senshū-Universität, die Meiji-Universität, die Hōsei-Universität und auch der Yasukuni-Schrein.

## Geschichte

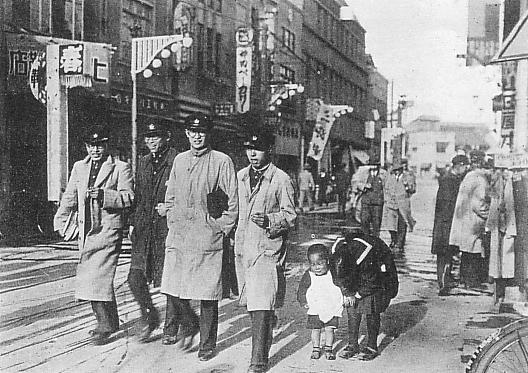
Universitätsstudenten vor Buchgeschäften des Kanda-Bezirks 1930

In der Edo-Zeit befanden sich in dem Gebiet des heutigen Jimbō-chō zahlreiche Samurai-Residenzen. Der Name stammt aus dieser Zeit, von dem hochrangigen Samurai Nagaharu Jinbō, der im 17. Jahrhundert dort lebte. Die Verwandlung von Jimbō-chō in ein Zentrum für Bücherliebhaber begann jedoch erst im späten 19. Jahrhundert. In den 1870er und 1880er Jahren wurden dort drei der renommiertesten Universitäten Tokios gegründet: die Meiji-Universität, Nihon-Universität und Chūō-Universität, die inzwischen umgezogen ist. Die Präsenz dieser akademischen Einrichtungen zog Studierende, Gelehrte und Intellektuelle an und schuf eine Nachfrage nach Buchläden und Verlagen in der Gegend. Heute sind es über 200 Unternehmen dieser Art.
1913 zerstörte ein Feuer einen Großteil des Viertels. Trotzdem eröffnete ein ehemaliger Lehrer namens Iwanami Shigeo dort wieder eine Buchhandlung, aus der später der renommierte Verlag Iwanami Shoten hervorging. Dieses Ereignis ließ Jimbō-chō als Zentrum für Literatur und Bildung neu beleben. Das Viertel überstand Herausforderungen wie das große Kantō-Erdbeben von 1923, das in der Stadt weite Zerstörungen verursachte. Die Bombardierungen während des Zweiten Weltkriegs hinterließen in Jimbō-chō erstaunlicherweise keine Schäden.
Heute gleicht Jimbō-chō einem lebendigen Museum der japanischen Buchkultur.

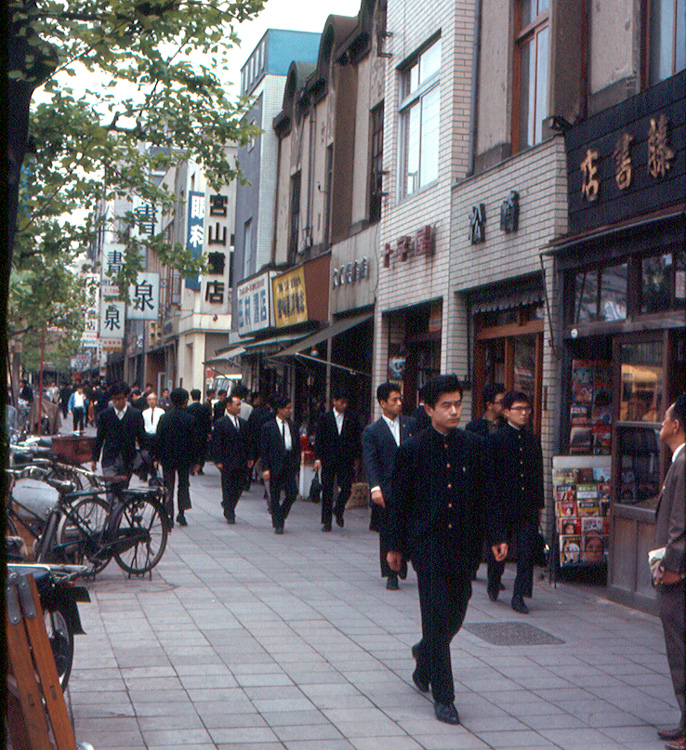
Japanese Studenten in Kanda-Jimbō-chō – 神田神保町, Tokio 1967
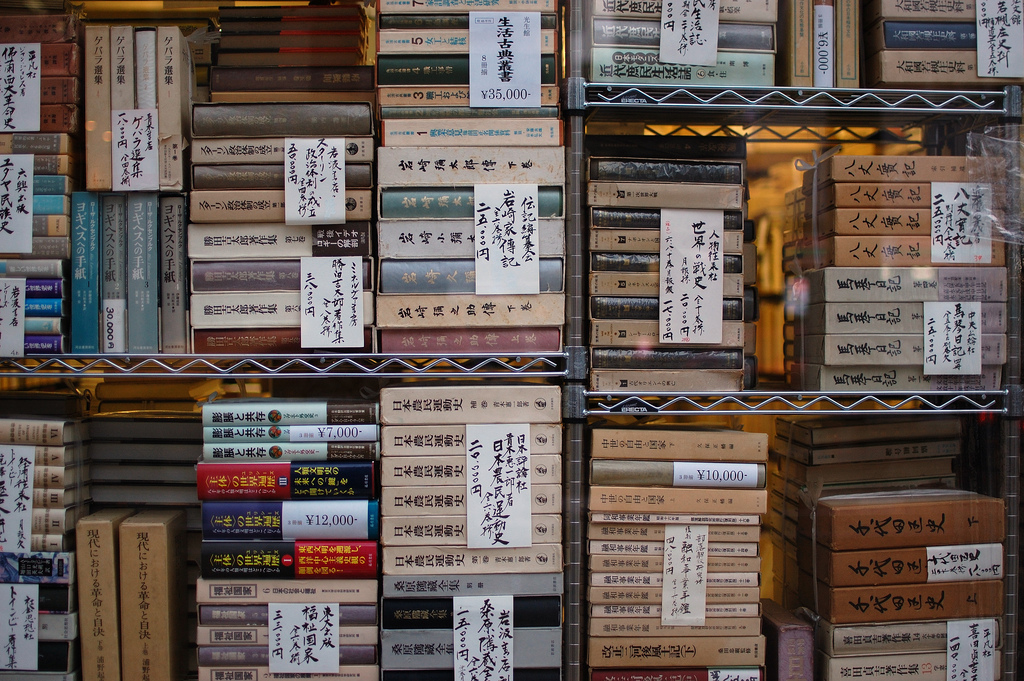
gebrauchte Bücher in Jimbō-chō 2010
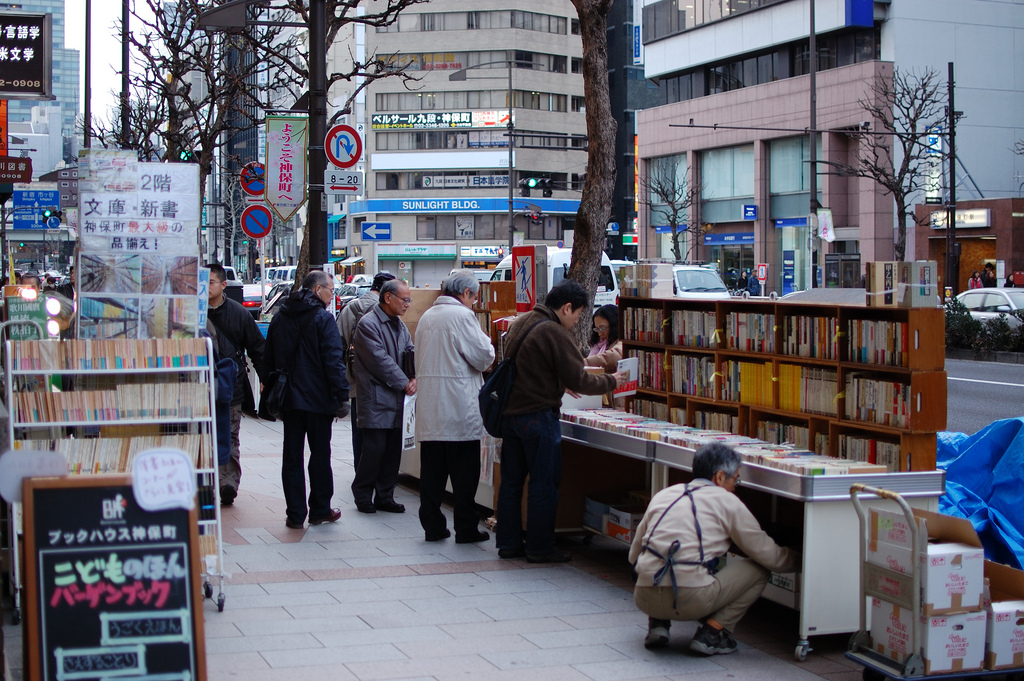
Buchhandlungen in Jimbō-chō 2010
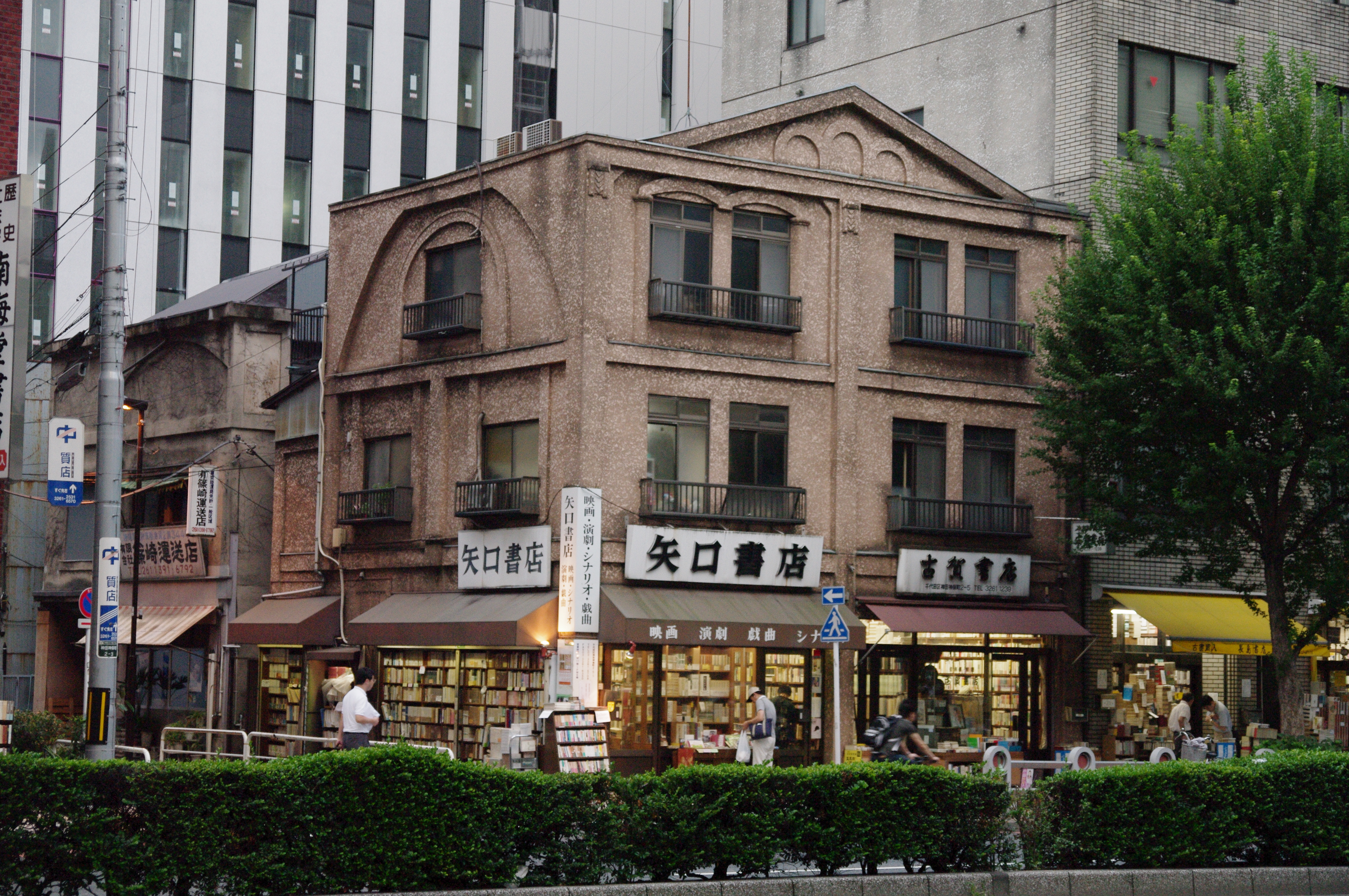
Yaguchi Buchhandlung (矢口書店) und Koga Buchhandlung (古賀書店) 2011